# Tweekleurig smalsnuitje
Het tweekleurig smalsnuitje (Phtheochroa schreibersiana) is een vlinder uit de familie bladrollers (Tortricidae). De wetenschappelijke naam is voor het eerst geldig gepubliceerd in 1828 door Frolich.
De soort komt voor in Europa.